# Botalliska gången
Botalliska gången, Ductus arteriosus Botalli, är det kärl som hos fostret förbinder lungpulsådern med stora kroppspulsådern, namngiven efter Leonardo Botallo.
Då lungorna först vid födelsen träder i funktion för andningen och därmed behöver mycket små mängder blod, dirigeras hos fostret huvuddelen av lungpulsåderns blod genom botalliska gången över aorta och stora kretsloppet. Vid födelsen krävs lungpulsåderns blod i sin helhet för lungorna och botalliska gången sluts. En bandformig rest är enda återstoden. Vid vissa allvarliga hjärtfel kvarstår botalliska gången öppen även efter födseln.